# Exidiopsis fungicola
Exidiopsis fungicola är en svampart som tillhör divisionen basidiesvampar, och som först beskrevs av K. Hauerslev, och fick sitt nu gällande namn av Wojewoda. Exidiopsis fungicola ingår i släktet Exidiopsis, och familjen Exidiaceae. Arten har ej påträffats i Sverige.